# Oksana Lada
Oksana Lada (Oekraïens: Оксана Лада) (Ivano-Frankivsk, 1 januari 1976) is een Oekraïens actrice die vooral werkzaam is in Hollywood. Ze is vooral bekend voor haar rol als Irina Peltsin, de minnares van Tony Soprano, uit The Sopranos.